# 로보캅: 최후의 전쟁
《로보캅: 최후의 전쟁》(Defective)은 미국에서 제작된 리스 에벤센 감독의 2018년 SF, 액션 영화이다. 콜린 파라딘 등이 주연으로 출연하였다.

## 출연

### 주연
- 콜린 파라딘
- 레이븐 커슨스